# Euploea cincinnatus
Euploea cincinnatus är en fjärilsart som beskrevs av Fabricius 1807. Euploea cincinnatus ingår i släktet Euploea och familjen praktfjärilar. Inga underarter finns listade i Catalogue of Life.